# Trận Tham Hợp Pha
Trận Tham Hợp Pha (tiếng Trung: 參合陂之戰; Hán-Việt: Tham Hợp Pha chi chiến) là trận đánh giữa hai nước Hậu Yên và Bắc Ngụy, diễn ra vào giai đoạn hậu kì của Ngũ Hồ Thập lục quốc trong lịch sử Trung Quốc.
Trận đánh diễn ra mùa đông năm 395, quân Bắc Ngụy đánh bại quân Hậu Yên tại dốc Tham Hợp, quân Hậu Yên bị tổn thất nặng.

## Bối cảnh và nguyên nhân
Tiền thân của Bắc Ngụy là nước Đại cùng với tiền thân của Hậu Yên là Tiền Yên có quan hệ gần gũi, hỗ trợ lẫn nhau. Vì sự tan rã của Tiền Tần (nước diệt cả Đại lẫn Tiền Yên), Bắc Ngụy cùng Hậu Yên chớp thời cơ khôi phục. Ban đầu hai nước có quan hệ mật thiết, nhưng về sau đầu tiên là do Hậu Yên giữ Thác Bạt Cô, em trai của Ngụy Vương Thác Bạt Khuê đến tiến cống, không cho về; lại thêm thế lực của Bắc Ngụy ngày càng lớn mạnh, luôn muốn thoát li khỏi mối quan hệ phụ thuộc vào Hậu Yên. Thế là năm 395 (Bắc Ngụy kiến quốc được 10 năm), Bắc Ngụy quay ra chống lại Hậu Yên, cướp bóc biên giới của Hậu Yên.

## Diễn biến
Sau khi Bắc Ngụy nổi lên chống lại, vua Hậu Yên là Mộ Dung Thùy lệnh cho thái tử Mộ Dung Bảo, Liêu Tây vương Mộ Dung Nông, Triệu Vương Mộ Dung Lân chỉ huy 8 vạn quân đánh Ngụy, lại sai Phạm Dương vương Mộ Dung Đức, Trần Lưu vương Mộ Dung Thiệu mang 1 vạn 8 ngàn kị binh làm hậu viện. Sau khi bắt được tin này, quân Ngụy lập tức rút quân chủ lực về phía sau, rồi mới cùng quân Yên ở một dải Ngũ Nguyên, cách sông Hoàng Hà đối địch.
Vào lúc Mộ Dung Bảo lên đường, Mộ Dung Thùy đã có bệnh. Từ khi đến Ngũ Nguyên, Thác Bạt Khuê chặn đường tiến quân của Bảo, hai cha con không có tin tức gì. Quân Ngụy lại còn truyền tin giả rằng Mộ Dung Thùy đã chết, Mộ Dung Bảo và các tướng lo lắng sợ hãi, tin lời ấy là thật, khiến cho lòng quân kinh động.
Ban đầu, khi Bảo mới đến U Châu, trục xe của ông vô cớ mà gãy, thầy bói Cận An cho là điềm đại hung, khuyên ông trở về. Mộ Dung Bảo nổi giận, không nghe theo. Đến nay, Mộ Dung Bảo hỏi An, An lại khuyên ông nên mau chóng trở về. Sau đó, trong quân Yên lại có tướng lĩnh âm mưu phát động binh biến ủng hộ Mộ Dung Lân lên ngôi, càng làm cho lòng quân thêm tan tác, sĩ khí xuống thấp. Tháng 10, Mộ Dung Bảo nhân đêm tối đốt thuyền rồi rút lui.
Khi ấy băng trên Hoàng Hà chưa kết, Mộ Dung Bảo cho rằng Thác Bạt Khuê không thể vượt sông, nên không đề phòng gì. Tháng 11, trời trở rét đậm, Hoàng Hà đóng băng, Thác Bạt Khuê lập tức bỏ lại xe cộ, chỉ chọn ra 2 vạn kị binh tinh nhuệ vượt sông, truy kích quân Yên.
Quân Ngụy ngày đêm đuổi theo, ngược lại quân Yên phòng bị sơ sài, Mộ Dung Lân dẫn 3 vạn quân đi sau, một mặt hành quân một mặt săn bắn. Rốt cục 6 ngày sau, quân Ngụy đã đuổi đến phía tây Tham Hợp Pha, mà quân Yên đang đóng trại ở phía đông con dốc, sát cạnh bờ sông. Ngày hôm đó, Cận An nói với Mộ Dung Bảo: "Hôm nay gió tây bắc nổi lên, ứng với điềm địch quân đuổi kịp, nên phòng bị cẩn thận, đồng thời mau chóng vượt sông, không thì nguy mất." Bảo cho là phải, nhưng quân Yên không còn kỷ luật gì, chỉ đi hơn 10 dặm đã cởi yên nghỉ ngơi, hoàn toàn không biết truy quân đã đến rất gần.
Tiền khu của quân Ngụy gặp được doanh trại quân Yên, trở về báo tin. Ngay trong đêm ấy, Thác Bạt Khuê chia quân rải khắp đông tây, hình thành thế ỷ giốc. Quân Ngụy người ngựa ngậm tăm lên núi, chuẩn bị tập kích quân Yên.
Mờ sáng ngày hôm sau, quân Ngụy từ đỉnh núi tràn xuống doanh trại quân Yên. Quân yên chỉ một lòng muốn quay về phương đông, chợt thấy quân Ngụy khắp nơi trên núi, vô cùng kinh sợ. Thác Bạt Khuê hạ lệnh công kích, quân Yên tranh nhau vượt sông chạy trốn, người ngựa dẫm đạp lên nhau, có hơn vạn người hoặc bị chết xéo hoặc bị chết đuối. Thái tử Mộ Dung Bảo cùng một bộ phận thân vương nằm trong số hơn ngàn người chạy thoát, Mộ Dung Thiệu bị quân Ngụy giết chết, ngoài ra còn có 4, 5 vạn quân Yên đầu hàng. Sau đó, theo kiến nghị của đại thần Vương Kiến của Bắc Ngụy, tất cả quân Yên đầu hàng đều bị chôn sống.

## Ảnh hưởng
Trận đánh này khiến cho thực lực của cường quyền bậc nhất ở Hoa Bắc là Hậu Yên bị tổn thương nặng nề, Bắc Ngụy nhân đó tiến vào Trung Nguyên. Năm 396, Mộ Dung Thùy muốn báo mối thù này, vì thế thân chinh Bắc Ngụy, đi qua Tham Hợp Pha, tận mắt nhìn thấy hài cốt chất cao như núi, đặc biệt lập đàn điếu tế, sĩ tốt có cha con anh em chết ở đất này đều gào khóc thảm thiết, vang dội sơn cốc. Mộ Dung Thùy vì thế vừa thẹn vừa giận mà nôn ra máu, bệnh tình càng thêm nguy kịch, không lâu thì mất.
Năm 397, Hậu Yên lại một lần nữa thảm bại trước Bắc Ngụy ở trận Bách Tứ (chữ Hán: 柏肆之戰, Bách Tứ chi chiến), hoàn toàn phải lui khỏi Trung Nguyên, Bắc Ngụy chính thức trở thành bá chủ của Hoa Bắc.
Vì hành động chôn sống kẻ đầu hàng trong trận này, sau này quân Ngụy tấn công đô thành Trung Sơn của Hậu Yên, quân Yên cố thủ không hàng, những việc làm tương tự diễn ra trong suốt thời gian Bắc Ngụy đánh dẹp Hoa Bắc.

## Văn học
Trong tiểu thuyết 《Thiên long bát bộ》 của tác gia Kim Dung, nơi ở tại Cô Tô của nhà Mộ Dung, dòng dõi nước Đại Yên, gọi là "Tham Hợp trang", tuyệt kỹ tổ truyền gọi là "Tham Hợp chỉ", những cái tên ấy là từ trận đánh này mà ra.
Tác gia Hoàng Dịch trong tác phẩm 《Biên hoang truyền thuyết》 đã từng cải biên trận đánh này.